# Commentariolus
Il De hypothesibus motuum coelestium a se constitutis commentariolus, noto anche come Commentariolus, è un breve trattato dell'astronomo polacco Niccolò Copernico scritto in latino e di incerta datazione in cui l'autore presenta le sue innovative teorie sulla struttura del cosmo e sul moto dei pianeti, della Luna e del Sole ed esplicita i sette postulati su cui si fonda la sua teoria eliocentrica.

## Storia
Il trattato, non destinato alla pubblicazione, circolava sotto forma di bozza tra gli amici di Copernico e per questo ebbe scarsa diffusione e risonanza. A partire dal 1533, con la divulgazione delle idee copernicane, iniziarono a circolare copie del Commentariolus, come è possibile evincere da alcune allusioni e riferimenti di Lutero (1539) e di papa Clemente VII. Una copia di esso finì in possesso dell’astronomo Tycho Brahe, che descrisse come una rarità il ritrovamento del manoscritto. Da allora per più di tre secoli esso fu ignorato. Solo nel 1877 Maximilian Curtze ne trovò una copia nella Biblioteca Imperiale di Vienna e lo pubblicò in una sua opera dal titolo: Mittheilungen des Coppernicus – Vereins fur Wissenschaft und Kunst zu Thorn del 1878.Il testo completo fu ritrovato nella biblioteca dell’osservatorio astronomico di Stoccolma e pubblicato nel 1881 da Arvid Lindhagen; successivamente fu scoperto un terzo manoscritto ad Aberdeen nel 1960. La prima traduzione completa fu realizzata nel 1899 in tedesco da Adolf Muller e nel 1937 seguì quella inglese di Edward Rosen.

## Rapporto con ilDe revolutionibus
Copernico scrisse la sua opera più importante, il De revolutionibus orbium coelestium, leggendo in continuo parallelismo, libro per libro e sezione per sezione, l'Almagesto di Tolomeo. Mentre scrisse il testo del Commentariolus affidò il manoscritto del De revolutionibus al giovane George Joachim Rheticus, discepolo e ammiratore di Copernico. Rheticus insisteva sulla maggiore semplicità e armonia del sistema copernicano rispetto a quello tolemaico. La tradizione vuole che il testo del De revolutionibus, pubblicato nel maggio del 1543, giunga al letto di morte di Copernico. Anche Copernico come Rheticus riteneva più semplice e armonico il proprio sistema. Il sistema presentato nel De revolutionibus era fondato su una raffinata matematica pitagorica che poteva essere apprezzata dagli astronomi professionali. Essi credevano che il sistema copernicano apparisse non solo semplice e armonioso rispetto al precedente, ma anche più in accordo con il presupposto metafisico della perfetta circolarità dei moti celesti.

## Datazione e titolo dell'opera
Incerta e molto discussa è la datazione dell'opera; alcuni studiosi ritengono la redazione del Commentariolus antecedente a quella del De Revolutionibus, altri ne sostengono la contemporaneità. Il De Revolutionibus è cronologicamente collocabile tra il 1530 e il 1531. Presa questa data di riferimento, studiosi ed esperti hanno formulato varie ipotesi di datazione: Curtze lo colloca tra il 1533 e  il 1539, Dreyer prima del '33, Berry nel periodo conclusivo del De Revolutionibus.

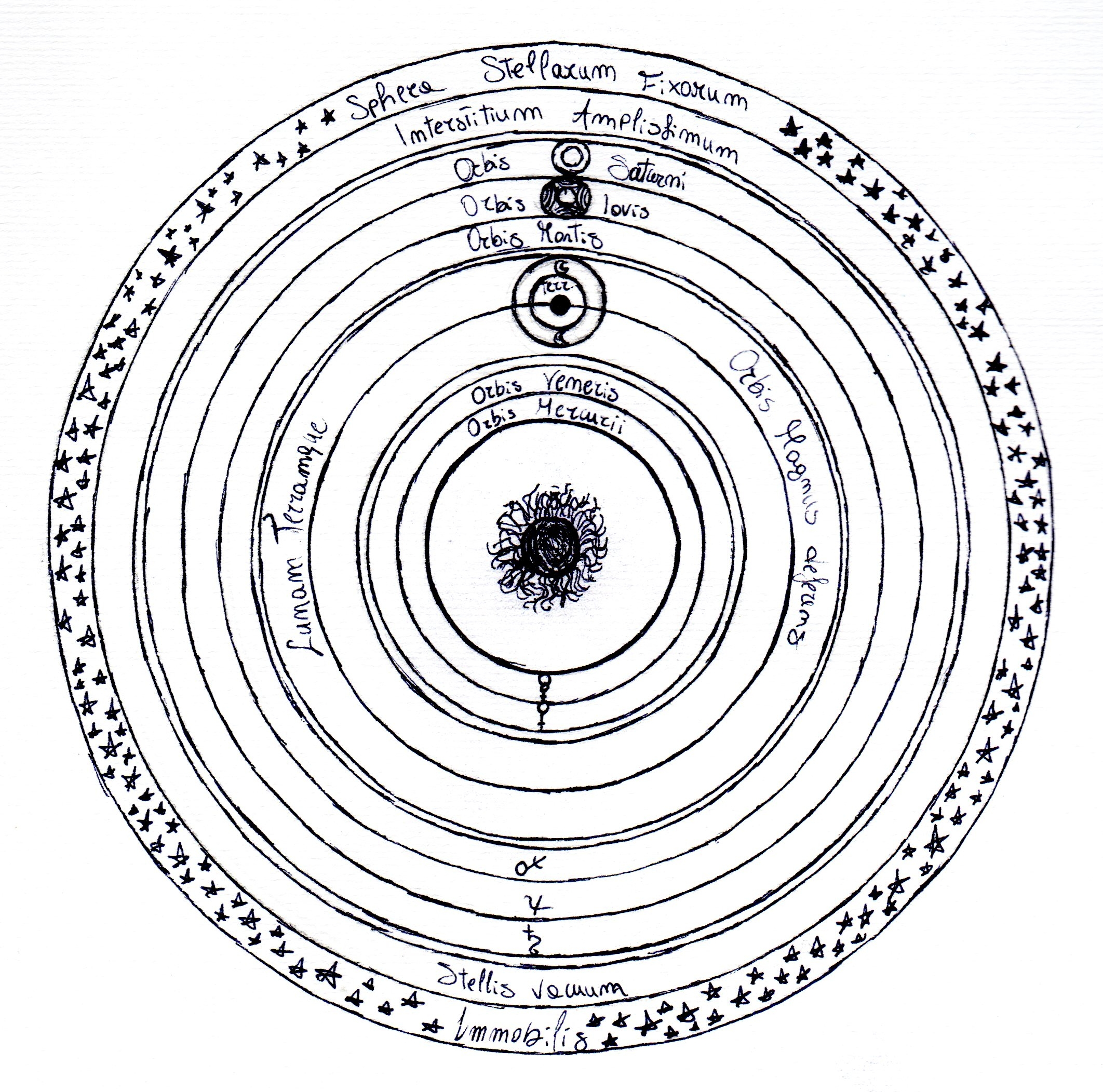
Sistema copernicano

I sostenitori dell’anteriorità, come Ludwik Antoni Birkenmajer, affermano che non sia possibile collocarlo in date successive a causa della diversità dei sistemi astronomici delineati nelle due opere. A parere di costoro risulterebbe assurdo che Copernico, in un testo che è considerato sintesi della sua opera principale, si discosti da essa in un campo fondamentale come quello del moto dei pianeti. Secondo Birkenmajer l’opera sarebbe stata pensata da Copernico nei primi anni del XVI secolo e composta non dopo il 1512; questa tesi fu poi confermata dallo stesso dopo il ritrovamento di una frase in uno scritto di Mattia da Miechow, che permette di indicare fondatamente come datazione il primo decennio del XVI secolo.
L'origine del titolo del trattato è sconosciuta, infatti circolavano diverse versioni: Brahe sosteneva che fosse Tractatulo quodam de hypothetibus a se constitutis, ma i manoscritti riportavano il seguente Nicolai Copernici de Hypothesibus motuum coelestium a se constitutis commentariolus. Tuttavia non risulta possibile ricostruire la reale intenzione dell'autore. Oggi il trattato è conosciuto come Commentariolus.

## Contenuto

### IPraefatio
Il trattato si apre con una breve rassegna delle credenze degli astronomi dell'antichità. Copernico sostiene che essi, studiando le sfere celesti, compresero il moto apparente degli astri, i quali, secondo le loro osservazioni, non si muovevano sempre uniformemente. Callippo ed Eudosso non furono in grado di stabilire con certezza il motivo per il quale i pianeti sembrassero muoversi talora verso l'alto talora verso il basso, movimenti in contrasto con la teoria della concentricità. La maggior parte dei sapienti spiegò tale fenomeno tramite la definizione di epicicli ed eccentrici. Tuttavia le idee sostenute da Tolomeo risultavano troppo complesse dal punto di vista del calcolo matematico e presentavano delle inadeguatezze. Copernico si propose di elaborare un sistema più semplice e razionale.

### IIPetitiones
Copernico enuncia sette postulati che risultano fondamento del trattato. Essi vengono solamente enunciati, in quanto verranno successivamente illustrati matematicamente da lui stesso nell'opera De Revolutionibus orbium coelestium. Nei primi postulati Copernico afferma che i pianeti si muovono seguendo orbite circolari e non ellittiche, secondo le credenze del tempo, con il Sole al centro dell'Universo. Inoltre Copernico spiega che i moti apparenti dei pianeti sono riconducibili ai moti di rotazione e di rivoluzione della Terra.

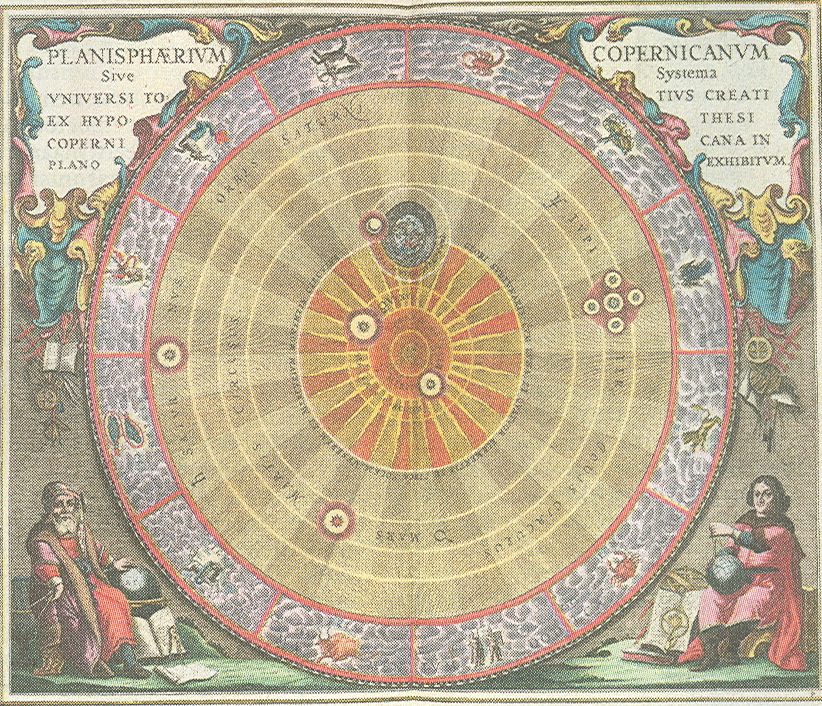
Copernic solar system, Cellarius (1646)

### IIIDe ordine orbium
Copernico descrive l'ordine dei pianeti rispetto al Sole e fissa il loro periodo di rivoluzione. Saturno, Giove e Marte sono considerati i pianeti più esterni; ad essi seguono la Terra con la Luna, suo satellite, e infine Venere e Mercurio. La velocità di ogni pianeta nel compiere una rivoluzione varia a seconda della distanza dal Sole: maggiore è la distanza minore è la velocità.

### IVDe motibus, qui circa Solem apparent
In questa sezione dell'opera sono presentati e spiegati i tre moti della Terra: rivoluzione, rotazione e declinazione. In funzione del primo la Terra gira intorno al Sole, percorrendo distanze uguali in intervalli di tempo uguali. Questo movimento della Terra comporta un apparente movimento del Sole e per questo motivo la Terra sembra essere collocata al centro dell'Universo. Il secondo moto è quello di rotazione giornaliera che avviene da ovest verso est e risulta più evidente ai poli. Il terzo ed ultimo moto della Terra è il moto di declinazione, secondo cui l'asse di rotazione terrestre non è parallelo all'asse dell'eclittica ma è inclinato rispetto ad essa di circa 23°.

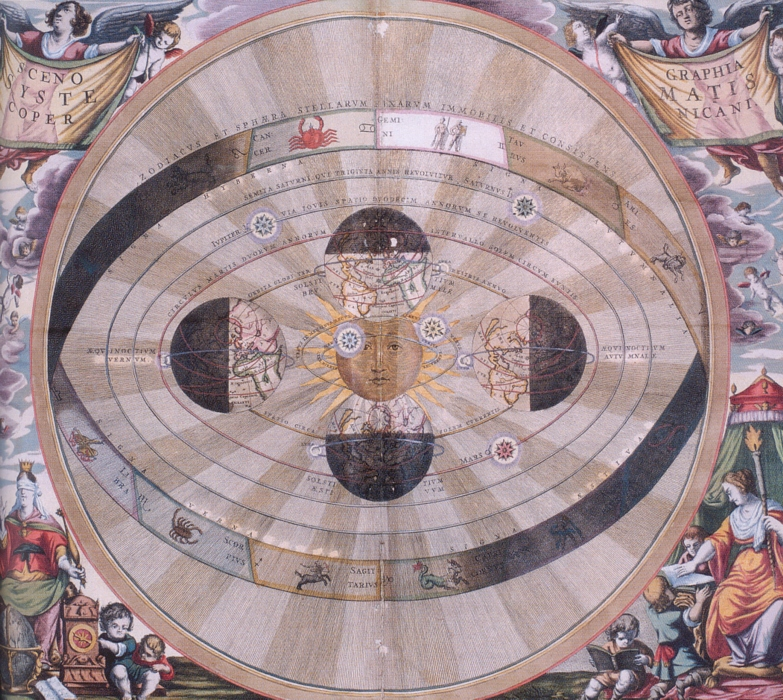
1660 engraving Scenographia Systematis Copernicani

### VQuod aequalitas motuum non ad aequinoctia, sed stellas fixas referatur
Copernico afferma che opera in modo giusto chiunque metta in relazione la durata dell'anno alle stelle fisse e non ai punti equinoziali e cardinali al fine di una precisa misurazione. Così gli astronomi prendono come punto fisso di riferimento la Spiga della Vergine e stabiliscono che l'anno dura 365 giorni, 6 ore e circa 20 minuti.

### VIDe Luna
In questa sezione Copernico descrive i moti della Luna: la rivoluzione annuale intorno al Sole, la rivoluzione mensile attorno al centro della Terra e un epiciclo di periodo superiore al mese in direzione opposta a quella del deferente. Il corpo celeste completa due rivoluzioni al mese nella direzione opposta al centro dell’epiciclo. Inoltre Copernico spiega, tramite la descrizione dei moti precedentemente elencati, le anomalie riguardanti la posizione, che si rilevano nell'osservazione del moto lunare. Per questo motivo la Luna talvolta sembra rallentare, talvolta accelerare, altre volte sembra compiere un movimento retrogrado.

### VIIDe tribus superioribus, Saturno, Iove et Marte
Copernico descrive i moti, tra loro molto simili, dei pianeti Saturno, Giove e Marte. Egli stabilisce che Saturno impiega 30 anni per completare la sua rivoluzione, Giove 12 anni e Marte 29 mesi. Da questo si deduce che la velocità diminuisce all'aumentare della distanza. Spiega, inoltre, che i punti di allontanamento e avvicinamento degli epicicli, detti apsidi, hanno sedi fisse nel firmamento. Sono presenti due anomalie dei moti degli epicicli e delle orbite: la prima consiste nel movimento del pianeta lungo un epiciclo il cui centro si muove a sua volta lungo un deferente, la seconda si basa sul moto retrogrado dei pianeti.

### VIIIDe Venere
Venere ha un sistema di cerchi che assomiglia molto a quello dei pianeti più esterni, ma una disposizione diversa dei movimenti e completa la sua rivoluzione in nove mesi. Quando il pianeta si sposta in longitudine non si trova mai in opposizione al Sole, perché la Terra non si può trovare nel mezzo, ma a distanze ben determinate dal Sole. Tuttavia quando si muove in latitudine (o deviazione) il movimento cambia per un duplice motivo e avviene su due sfere concentriche e con assi obliqui.

### IXDe Mercurio
Mercurio, il pianeta più affascinante, risulta difficile da analizzare poiché la sua orbita è visibile solamente per pochi giorni. Mercurio, come Venere, presenta due epicicli, uno maggiore e uno minore. Quello maggiore compie un moto di rivoluzione attorno al deferente, fissando la sua sede a 14.5° ad est della Spiga della Vergine. Quello minore invece ruota con un moto contrario e con una velocità doppia. Quando si trova in opposizione all'apside, il pianeta risulta lontanissimo dall'epiciclo maggiore; quando è nei quadranti risulta vicinissimo. L'astro impiega circa tre mesi (88 giorni) per compiere un giro completo. In longitudine il moto di Mercurio è differente da quello di Venere. In latitudine, invece, non presenta variazioni sostanziali rispetto a Venere. In conclusione Mercurio si muove su sette circoli, Venere su cinque, la Terra su tre e la Luna intorno ad essa su quattro, Marte, Giove e Saturno ognuno su cinque. Così bastano in tutto 34 circoli affinché l'intera struttura dell'universo e l'intera danza dei pianeti siano spiegati.